# Philopterus esxcisus
Philopterus esxcisus är en insektsart som beskrevs av Christian Ludwig Nitzsch 1818. Philopterus esxcisus ingår i släktet fjäderlingar, och familjen fjäderlöss. Arten är reproducerande i Sverige.